# 第18回NHK紅白歌合戦
『第18回NHK紅白歌合戦』（だいじゅうはっかいエヌエイチケイこうはくうたがっせん）は、1967年（昭和42年）12月31日に東京宝塚劇場で行われた、通算18回目のNHK紅白歌合戦。21時から23時45分にNHKで生放送された。

## 概要
放送時間は徐々に拡大していたが、今回以降第40回（1989年）に2部制に移行するまでこの放送時間に固定されるようになる。

## 出演者

### 司会者
- 紅組司会：九重佑三子 - 歌手、女優。
- 白組司会：宮田輝 - NHKアナウンサー。
- 総合司会：北出清五郎 - NHKアナウンサー。

紅組司会については、前回担当者のペギー葉山は産休中となり、過去2回紅組司会を務めた江利チエミは、司会自体は乗り気であったものの、前回特例で認められた出場歌手との兼任が今回は認められなかったため辞退。最終的に、ペギー降板後に『ファミリーショー』のホステス役を引き継いでいた九重佑三子が司会に選ばれた。選考の過程ではほかに、越路吹雪、岸洋子、中尾ミエ、金井克子、石井好子、水の江瀧子、南田洋子、森光子、松村満美子（NHKアナウンサー）、真帆志ぶき、那智わたる（宝塚歌劇団）らが候補に挙がっていたという。

### 出場歌手
紅組、      白組、      初出場、      返り咲き。
| 曲順 | 組 | 歌手名                         | 回 | 曲目                   |
| ---- | -- | ------------------------------ | -- | ---------------------- |
| 1    | 紅 | 水前寺清子                     | 3  | どうどうどっこの唄     |
| 2    | 白 | 舟木一夫                       | 5  | 夕笛                   |
| 3    | 紅 | 園まり                         | 5  | 愛は惜しみなく         |
| 4    | 白 | 水原弘                         | 4  | 君こそわが命           |
| 5    | 紅 | 山本リンダ                     | 初 | こまっちゃうナ         |
| 6    | 白 | 山田太郎                       | 3  | あの娘が恋をつれてきた |
| 7    | 紅 | 日野てる子                     | 3  | 南十字の星に泣く       |
| 8    | 白 | 布施明                         | 初 | 恋                     |
| 9    | 紅 | 三沢あけみ                     | 4  | お手を拝借             |
| 10   | 白 | ハナ肇とクレージーキャッツ     | 2  | 花は花でも何の花       |
| 11   | 紅 | 梓みちよ                       | 5  | 渚のセニョリーナ       |
| 12   | 白 | 三田明                         | 4  | 夕子の涙               |
| 13   | 紅 | 仲宗根美樹                     | 5  | 恋しくて               |
| 14   | 白 | 美樹克彦                       | 初 | 花はおそかった         |
| 15   | 紅 | 越路吹雪                       | 13 | チャンスがほしいの     |
| 16   | 白 | 村田英雄                       | 7  | 浪花の勝負師           |
| 17   | 紅 | 金井克子                       | 2  | ラ・バンバ             |
| 18   | 白 | ジャッキー吉川とブルーコメッツ | 2  | ブルー・シャトー       |
| 19   | 紅 | 伊東ゆかり                     | 5  | 小指の想い出           |
| 20   | 白 | 菅原洋一                       | 初 | 知りたくないの         |
| 21   | 紅 | 岸洋子                         | 4  | わかっているの         |
| 22   | 白 | フランク永井                   | 11 | 生命ある限り           |
| 23   | 紅 | 島倉千代子                     | 11 | ほれているのに         |
| 24   | 白 | 橋幸夫                         | 8  | 若者の子守唄           |
| 25   | 白 | 西郷輝彦                       | 4  | 願い星叶い星           |
| 26   | 紅 | 江利チエミ                     | 15 | ひとり泣く夜のワルツ   |
| 27   | 白 | 坂本九                         | 7  | エンピツが一本         |
| 28   | 紅 | 中尾ミエ                       | 6  | ただそれだけ           |
| 29   | 白 | ダークダックス                 | 10 | すばらしい明日         |
| 30   | 紅 | 西田佐知子                     | 7  | 涙のかわくまで         |
| 31   | 白 | 春日八郎                       | 13 | 花かげの恋             |
| 32   | 紅 | 扇ひろ子                       | 初 | 新宿ブルース           |
| 33   | 白 | バーブ佐竹                     | 3  | 星が云ったよ           |
| 34   | 紅 | 弘田三枝子                     | 5  | 渚のうわさ             |
| 35   | 白 | 荒木一郎                       | 初 | いとしのマックス       |
| 36   | 紅 | 黛ジュン                       | 初 | 霧のかなたに           |
| 37   | 白 | 和田弘とマヒナ・スターズ       | 9  | 男の夜曲               |
| 38   | 紅 | こまどり姉妹                   | 7  | 三味線渡り鳥           |
| 39   | 白 | 加山雄三                       | 2  | 別れたあの人           |
| 40   | 紅 | 佐良直美                       | 初 | 世界は二人のために     |
| 41   | 白 | 北島三郎                       | 5  | 博多の女               |
| 42   | 紅 | 都はるみ                       | 3  | 初恋の川               |
| 43   | 白 | アイ・ジョージ                 | 8  | カチューシャ           |
| 44   | 紅 | ザ・ピーナッツ                 | 9  | 恋のフーガ             |
| 45   | 白 | 三波春夫                       | 10 | 赤垣源蔵               |
| 46   | 紅 | 美空ひばり                     | 12 | 芸道一代               |

#### 選考を巡って
- 前回の出場歌手の中より今回不選出となった歌手は以下。
  - 紅組:青江三奈・朝丘雪路[注釈 3]・九重佑三子[注釈 4]・笹みどり・田代美代子・倍賞千恵子・畠山みどり・吉永小百合
  - 白組:アントニオ古賀・井沢八郎・島和彦・城卓矢・立川澄人・デューク・エイセス・マイク眞木
- この頃全盛を迎えていたグループ・サウンズは、選考中の11月頃にザ・タイガースの熱狂的なファンによる問題行動や群衆事故が相次いで発生したことが問題視され、ザ・スパイダースもろとも落選（表向きは「男なのに長髪はNHK的によろしくない」という理由であった。）、ブルーコメッツのみが出場。発表の場では「同様のグループは1組だけでいいだろうと判断した」と説明された[2]。

### 演奏
- 紅組：ステージ－原信夫とシャープス・アンド・フラッツ（指揮 原信夫）、オーケストラボックス－東京放送管弦楽団（指揮 小町明）
- 白組：ステージ－小野満とスイング・ビーバーズ（指揮 小野満）、オーケストラボックス－東京放送管弦楽団（指揮 片山光俊）
- 総合指揮：藤山一郎

### 審査員
- 中山卯郎 - NHK芸能局長（審査委員長）
- 福島慎太郎 - 共同通信社社長。
- 木村秀政 - 日本大学教授・航空機設計者。
- 西本幸雄 - 阪急ブレーブス監督。この年ブレーブスを初のパ・リーグ優勝に導く。
- 石坂浩二 - 俳優。
- 福原美和 - フィギュアスケート選手。
- 栗原小巻 - 女優。この年の大河ドラマ『三姉妹』の雪役。
- 塩月弥栄子 - 茶道家。
- 平岩弓枝 - 作家。
- 地方審査員16名

### その他ゲスト
- アントニオ古賀 - 舟木一夫のフルート伴奏。
- 横内正 - この年の連続テレビ小説『旅路』の主人公・室伏雄一郎役。
- 日色ともゑ - 同じく『旅路』の室伏有里役。
- 山田吾一 - 同じく『旅路』の岡本良平役。
- 三遊亭歌奴
- 三遊亭圓楽 （5代目）- 入場行進時、白組のプラカード持ち。
- 前田美波里 - 入場行進時、紅組のプラカード持ち。
- 津々美洋とオールスターズ・ワゴン - 山本リンダの伴奏。
- 藤岡琢也 - テレビドラマ『ケンチとすみれ』の主人公・ケンチ（立浪健一）役。
- 林美智子 - 同じく『ケンチとすみれ』の曽我すみれ役。
- ザ・ドリフターズ - 応援団として出演。
- 高見山大五郎
- 獅子てんや・瀬戸わんや
- 西野バレエ団
- ミヤコ蝶々
- 東京ぼん太
- 藤田まこと
- 杉良太郎
- 奈美悦子

## 当日のステージ・エピソード
- 今回の会場である東京宝塚劇場の定員は2300人であったが、今回の入場券の申し込みは12万4765通であった。今回の前後しばらくは平均12万通だった。元旦の消印で年末の入場券を申し込む視聴者もいたという。そのため当日は会場前にダフ屋が出る程だった。
- 今回の先攻後攻は両組司会のジャンケンで決められ、結果紅組の先攻でスタートした。
- 前回までバックコーラスは紅組は女性・白組は男性が受け持っていたが、この回から曲によって両方受け持つようになる。（梓みちよ「渚のセニョリーナ」はレコードでのバックコーラスが男性だったので、紅白でも男性のバックコーラスを採用）
- ザ・ピーナッツ「恋のフーガ」は演奏にティンパニを使っており、梓みちよ・中尾ミエ・園まり・伊東ゆかりがティンパニの生演奏で応援している。
- 両組トリは通算4度目のトリの組み合わせとなる美空ひばり・三波春夫。通算4度のトリでの組み合わせは第71回（2020年） - 第74回（2023年）のMISIA・福山雅治に並び最多記録である。
- 紅組が優勝（通算9勝9敗）。
- 本放送はカラー放送であるが保存されていない。本放送は、放送用ビデオテープ（2インチVTR）に収録されたと言われているが、当時のビデオテープは非常に高価で大型であるため、放送終了後に消去されて他番組に使い回された。視聴者提供の白黒VTRが現存するが、映像が全体的にぶれて大変見にくく、後年の『思い出の紅白歌合戦』（BS2）での再放送時には弘田三枝子が出演する部分など一部がカットされて放映された。ただし、九重のオープニングの宣誓場面や舟木一夫が出演する部分は映像状態が良い。写真はカラー版が現存しており、全出場歌手が舞台に整列したオープニングシーン、エンディングの投票数を数えるシーン、ステージでは北島、ピーナッツ、ひばりらの歌唱シーンが存在する。
- 今回使用したステージメインマイクホンは、司会者・歌手用共にSONY PC-2。

## 後日譚
- 第13回（1962年）から6年連続司会を務めてきた宮田だったが、翌年の第19回および第20回（1969年）は白組司会を坂本九に譲り、自身は総合司会を担当することになったため[3]、白組司会担当は今回で一旦ストップ。宮田は第21回（1970年） - 第24回（1973年）に白組司会に復帰した。
- 翌年も九重は紅組司会の候補に挙がるも、紅組司会は水前寺清子に交代となる（九重の紅組司会担当は今回1度限り）。また、前回のペギー・今回の九重は「たとえ歌手であっても司会に専念してもらう」という方針で出場歌手には非選出で司会に徹したものの、翌年の水前寺・坂本が歌手兼司会となったことでこれは解禁された。なお、九重も翌年は出場歌手として返り咲き出場を果たした。
- 今回で開始以来続いた組司会にNHKアナウンサーが起用される体制は一旦終了となる。